# Marina Ripa di Meana

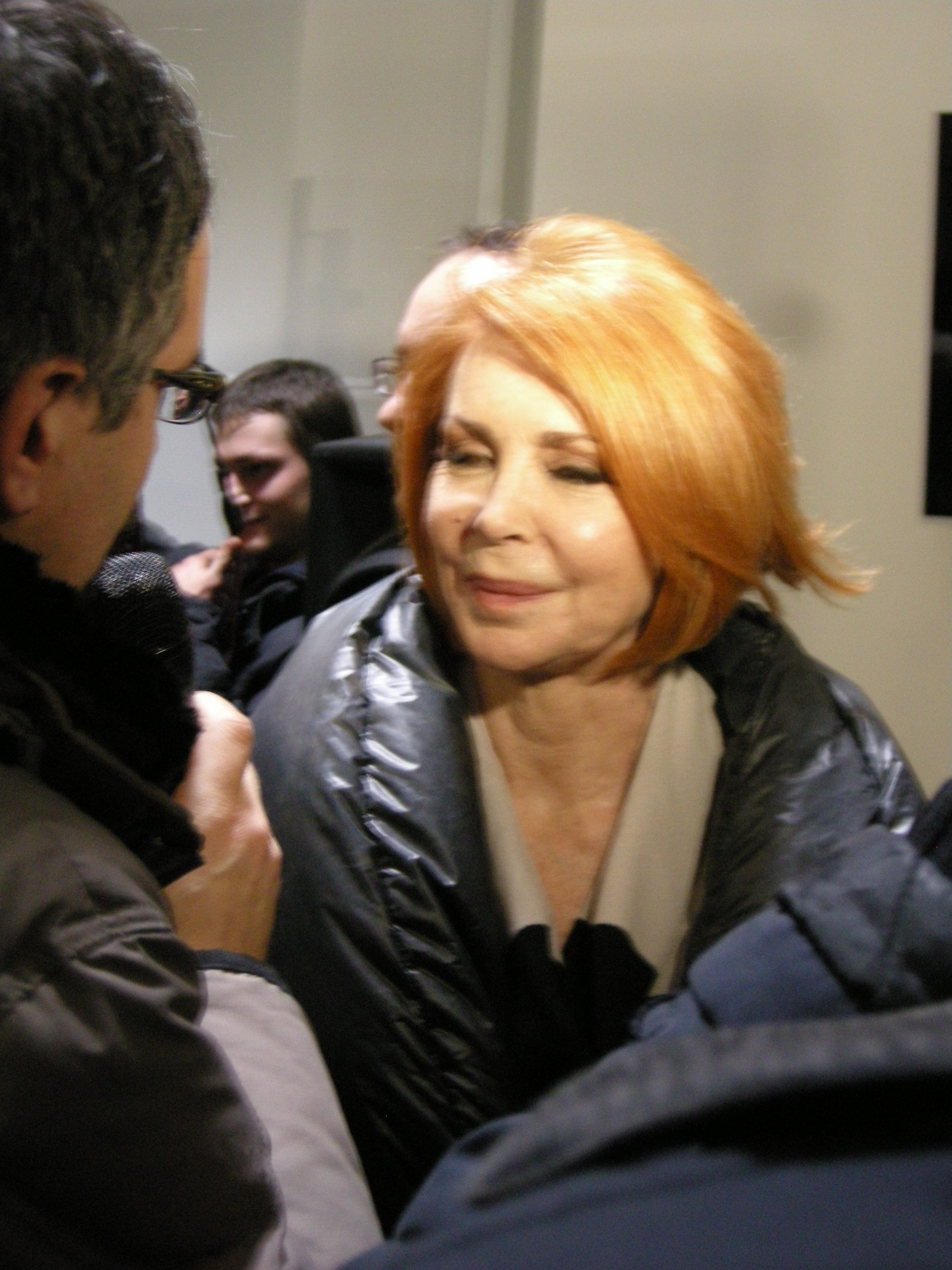
Marina Ripa di Meana in Florenz (2011)

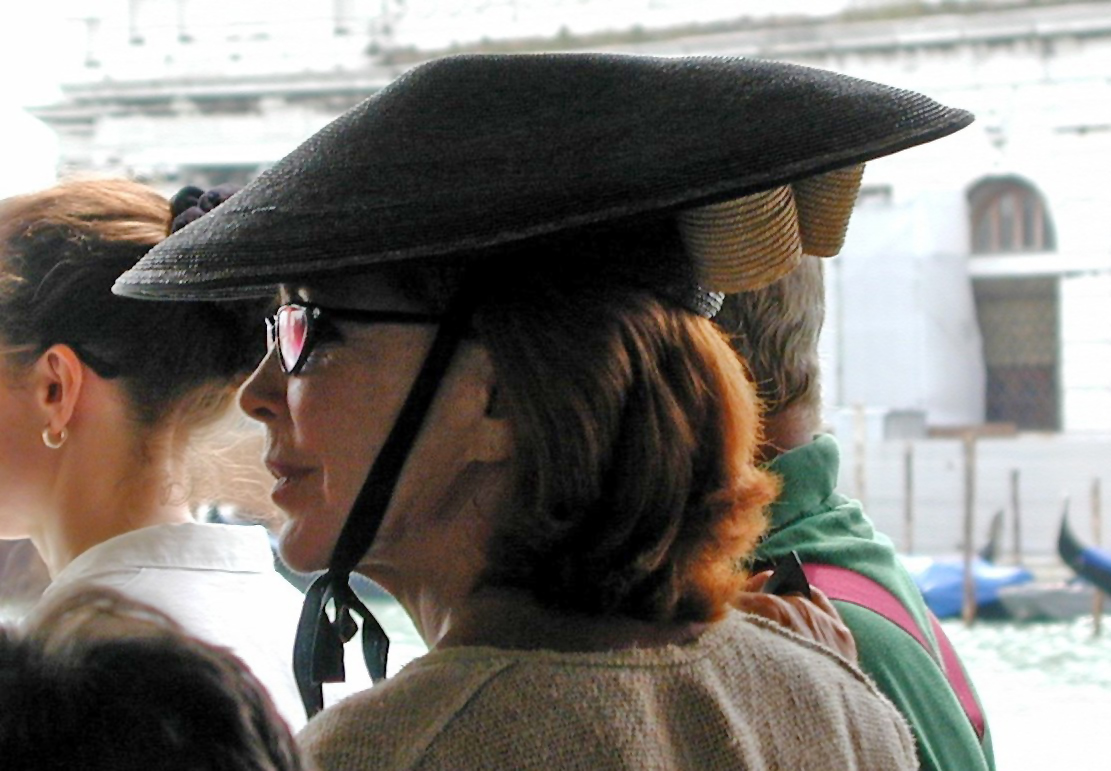
Marina Ripa di Meana in Venedig (2003)

Marina Ripa di Meana (geborene Punturieri, geschiedene Lante Della Rovere; * 21. Oktober 1941 in Reggio Calabria; † 5. Januar 2018 in Rom) war eine italienische Fernsehpersönlichkeit, Modedesignerin und Dame der Gesellschaft sowie Filmregisseurin.

## Leben
Ripa di Meana wuchs in einer bürgerlichen Familie in ihrer Geburtsstadt auf und gehörte mit Beginn ihrer Arbeit als Modedesignerin an der römischen Piazza di Spagna ab den 1960er Jahren zu den bekannten Personen des mondänen Lebens der italienischen Hauptstadt. 1964 heiratete sie den adeligen Alessandro Lante della Rovere (1936–1995), mit dem sie eine Tochter bekam, die spätere Schauspielerin Lucrezia. Nach einem vielbeachteten Leben in Künstlerkreisen und einer außerehelichen Affäre mit dem Maler Franco Angeli ließ sie sich scheiden; hernach wurden einige Liebschaften öffentlich, bis sie 1982 Carlo Ripa di Meana ehelichte. Zu den Trauzeugen gehörten Alberto Moravia und Bettino Craxi.
Ende der 1970er Jahre hatte Ripa di Meana mit kleineren Fernsehauftritten begonnen; verschiedene Tätigkeiten für Filme und Bildschirm folgten – als Darstellerin (so 1979 für Der Superbulle jagt den Ripper neben Tomás Milián), als Drehbuchautorin (für die Verfilmung ihrer Autobiografie I miei primi 40 anni 1987, in der sie von Carol Alt gespielt wird) und als Regisseurin des Thrillers Cattive ragazze 1992, in dem Eva Grimaldi die Hauptrolle übernahm.
Nach ihrer Autobiografie veröffentlichte Ripa di Meana bis 2010 elf weitere Bücher.

## Filmografie
- 1979: Der Superbulle jagt den Ripper (Assassinio sul Tevere) (Darstellerin, als Marina Lante Della Rovere)
- 1987: My First 40 Years (I miei primi 40 anni) (Drehbuchautorin)
- 1992: Cattive ragazze (Regisseurin, Drehbuchautorin)
- 2009: I Cesaroni (Darstellerin)

## Bibliografie (Auswahl)
- 1984: I miei primi quarant'anni
- 2008: Roma al rogo